# Helmut Schelsky
Helmut Schelsky (Chemnitz, 14 ottobre 1912 – Münster, 24 febbraio 1984) è stato un sociologo tedesco.

## Biografia
Si dedicò alla filosofia sociale e ancor più alla sociologia, come elaborato dall'Università di Lipsia da Hans Freyer (la "Scuola di Lipsia"). Dopo aver conseguito il dottorato nel 1935 (tesi: La teoria della comunità nella legge naturale del 1796 di Fichte), nel 1939 si è qualificato come docente con una tesi sul pensiero politico di Thomas Hobbes all'Università di Königsberg.
Dopo la caduta del Terzo Reich nel 1945, Schelsky si unì alla Croce Rossa tedesca e formò il suo effettivo Suchdienst (servizio per rintracciare le persone scomparse). Nel 1949 divenne professore alla "Hochschule für Arbeit und Politik" di Amburgo, nel 1953 all'Università di Amburgo, e nel 1960 andò all'Università di Münster. Lì diresse quello che allora era il più grande centro tedesco occidentale per la ricerca sociale, a Dortmund.
Nel 1970, Schelsky fu professore di sociologia alla neonata Università di Bielefeld (creando così l'unica "Facoltà di sociologia" tedesca e il "Centro di ricerca interdisciplinare" ("Zentrum für Interdisziplinäre Forschung" [ZiF ] a Rheda), progettato per essere un 'Harvard tedesco'). 
Scrisse molti altri libri, contro il modo utopico di avvicinarsi alla sociologia, favorito dalla Scuola di Francoforte, e sulla sociologia del diritto; morì nel 1984.